# Voorhuwelijksschieting

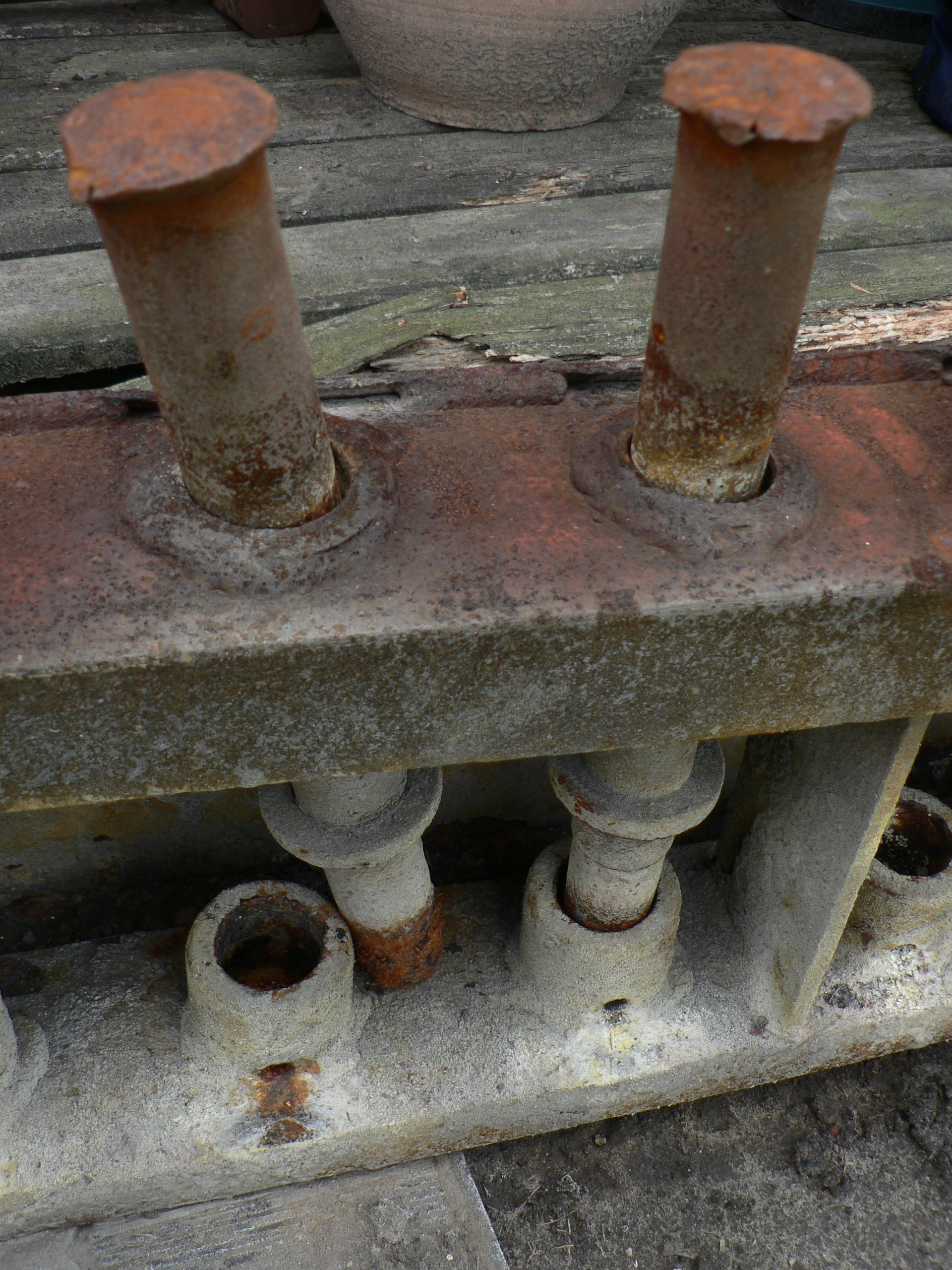
Het gietijzeren vijzelorgel wordt met een explosief mengsel van kaliumchloraat en zwavel gevuld.

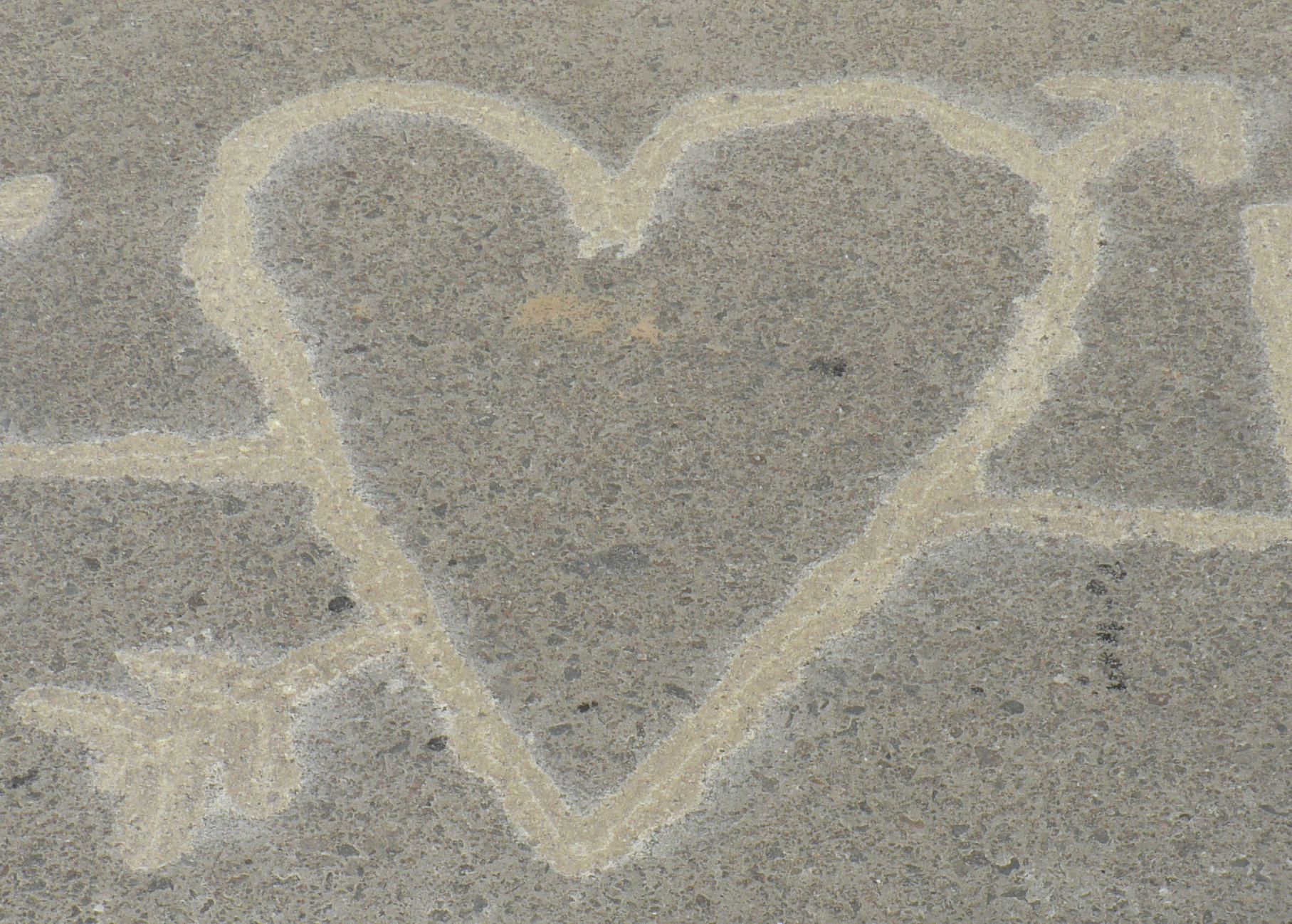
Hetzelfde poeder wordt gebruikt om een gedenktekening blijvend in het wegdek te branden.

Een voorhuwelijksschieting of kortweg schieting is een traditie in vooral landelijke Vlaamse gebieden.
Het betreft een receptie met een hapje en drankje bij de (ouders van de) verloofden thuis, in de week voor het huwelijk, veelal op de vooravond van het huwelijk.  Bij dit feest wordt door de genodigden, in het bijzonder de mannelijke vrienden van de bruid, met een hamer op de stampers van een met explosief poeder gevuld vijzelorgel geklopt. De salvo's nodigen de hele buurt uit. Soms steekt men ook strijkers en kunstvuurwerk af.
Uit een onderzoek van Radio 2 in 2018 bleek dat het aantal schietingen afgenomen was ten opzichte van 10 jaar daarvoor, deels omdat het aantal huwelijken ook minder was geworden.

## Wetgeving
Omdat het gebruik van explosieven hinderlijk kan zijn, en er soms ongevallen gebeuren met doofheid en lichamelijk letsel tot gevolg, moet rekening worden gehouden met vergunningen om explosieven te gebruiken, met de gemeentelijke bepalingen (politievoorschriften) en de Wet op het nachtlawaai (Artikel 561 van het Strafwetboek).
De schieting moet in alle gemeenten na 22:00 zijn afgelopen.